# Чаплище
Чаплище (також Чаплища) — колишнє село Кіровоградської області, затоплене водами Кременчуцького водосховища.
У ХІХ ст. село входило до Подорожненської волості у складі Чигиринського повіту Київської губернії.
Лаврентій Похилевич в «Сказаннях про населені місцевості Київської губернії» пише, що село розташовувалось в 2-х верстах від Подорожнього, між болотами Пухальщиной та Должком, де у великій кількості гніздилися чаплі, посеред сипких пісків, де ще в кінці XVIII-го століття ріс сосновий та дубовий ліс, від якого в середині XIX-го століття залишився невеликий гай на південний захід від села, в якому можна помітити земляні насипи чи окопи. За Коліївщини в цьому лісі знаходились секретні ковальні повстанців. В 1741 село мало 50 дворів; в 1808 —52 та 600 мешканців. Станом на приблизно 1860-й рік в селі мешкало 1675 осіб, знаходилося волосне управління та приходське училище. Церква Великомученика Георгія, дерев'яна, 5-го класу, мала 35 десятин землі, закладена 1766, освячена Іовом, єпископом Переяславським в 1779 році. До неї існувала церква побудована в 1717, яка не була першою.
Станом на 1946 рік, до Чаплищенської сільської ради Новогеоргіївського району також входив хутір Макариха.